# Estação Ferroviária do Estoril
A Estação Ferroviária do Estoril é uma estação da Linha de Cascais, que serve a localidade de Estoril, no município de Cascais, em Portugal.

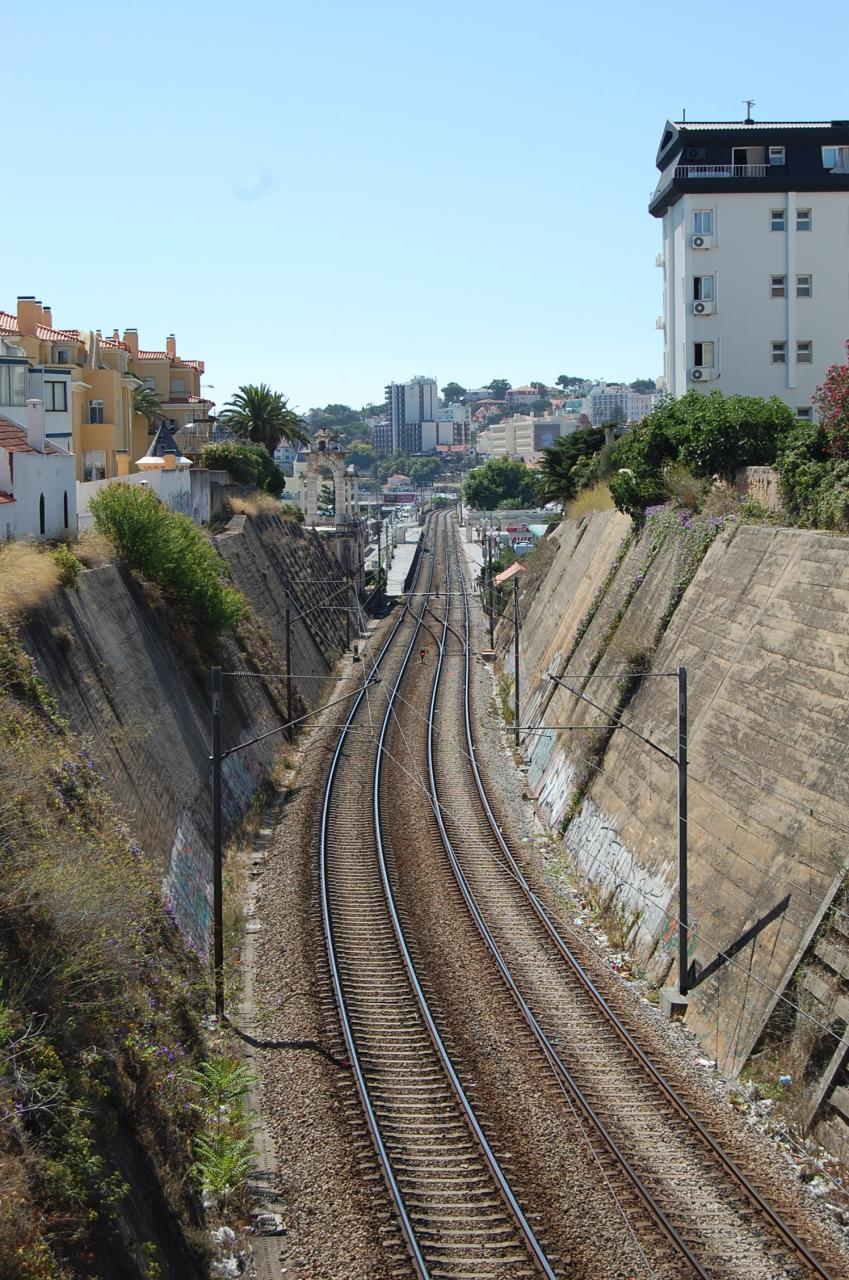
Vista geral, mostrando o troço de via em trincheira, a nascente a estação.

## Descrição

### Localização e acessos
Esta interface situa-se entre a Avenida Marginal e a praia, na localidade do Estoril.

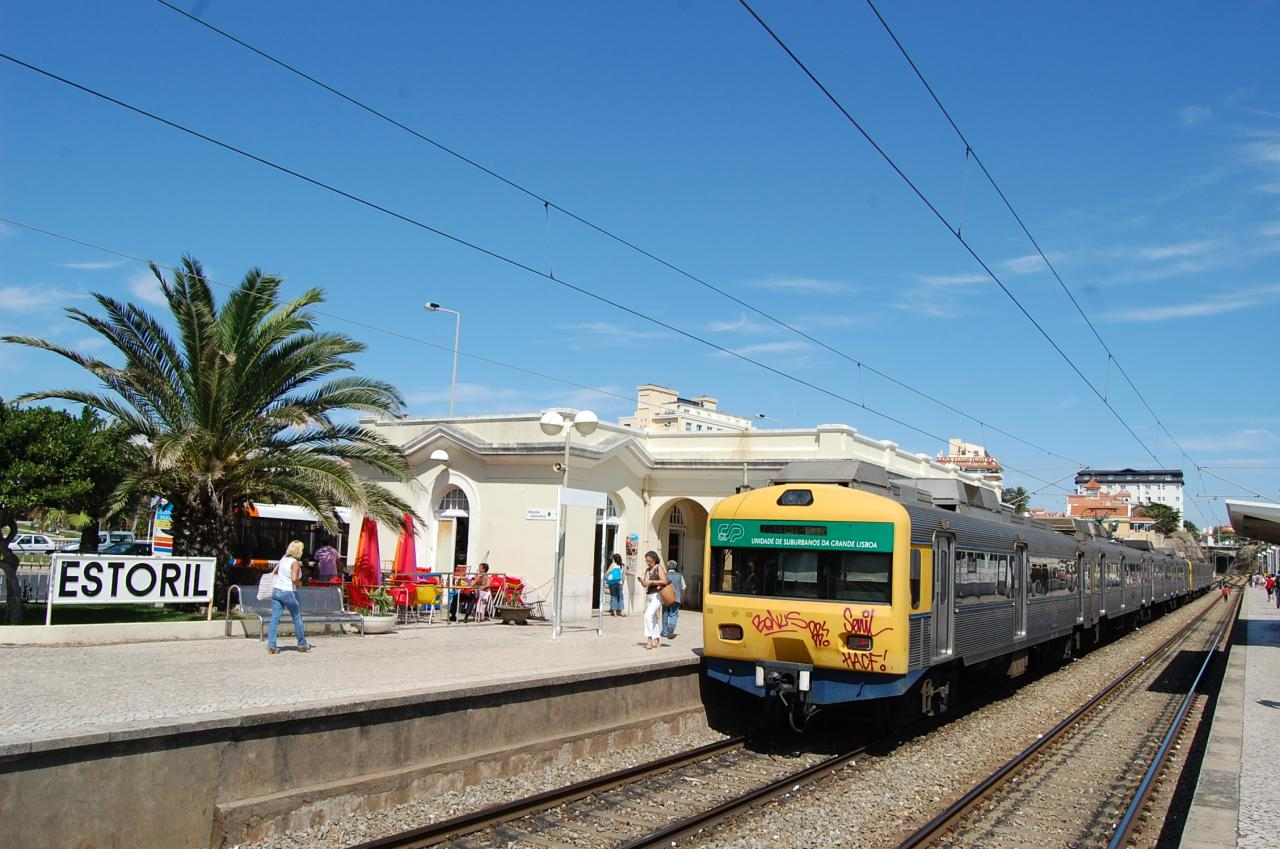
Comboio chegando à estação, em 2009.

### Infraestrutura
O edifício de passageiros situa-se do lado norte da via (lado direito do sentido ascendente, a Cascais). Em Janeiro de 2011, a estação ferroviária do Estoril contava com três vias de circulação, que tinham 244 a 219 m de comprimento; as plataformas tinham ambas 200 m de extensão, e 110 cm de altura; em 2022 esta configuração havia sido reduzida a apenas duas vias de circulação, identificadas como LA e LD.

### Serviços
Em dados de 2023, esta interface é servida por comboios de passageiros da C.P. de tipo urbano no serviço “Linha de Cascais” tipicamente com 69 circulações diárias em cada sentido entre Cais do Sodré e Cascais.

## História

### Antecedentes
Em meados do século XIX, a região costeira a Oeste de Lisboa, incluindo o Estoril, era uma zona subdesenvolvida, ponteada apenas por pequenas povoações de pescadores e algumas mansões senhoriais. A rede de estradas era muito fraca, sendo as comunicações até Cascais feitas principalmente através da navegação costeira. Esta situação começou a mudar a partir das décadas de 1850 e 1860, devido à instalação da família real e da nobreza na região até Cascais, e à progressiva introdução do turismo balnear, que aumentaram a procura das famílias mais abastadas de Lisboa. Por exemplo, o Estoril tornou-se uma dos locais preferidos para a construção de casas de campo. Assim, também se começaram a desenvolver as comunicações na zona costeira, com a construção de novas estradas, e surgiu a ideia de trazer o comboio até Cascais. O primeiro projecto foi apresentado pelo engenheiro M. A. Thomé de Gamond, em 1870 que propunha a construção de uma linha férrea de Lisboa até Colares, servindo Cascais e Sintra. Esta linha seguiria toda a zona marginal desde Lisboa até Cascais, passando pelo Estoril.

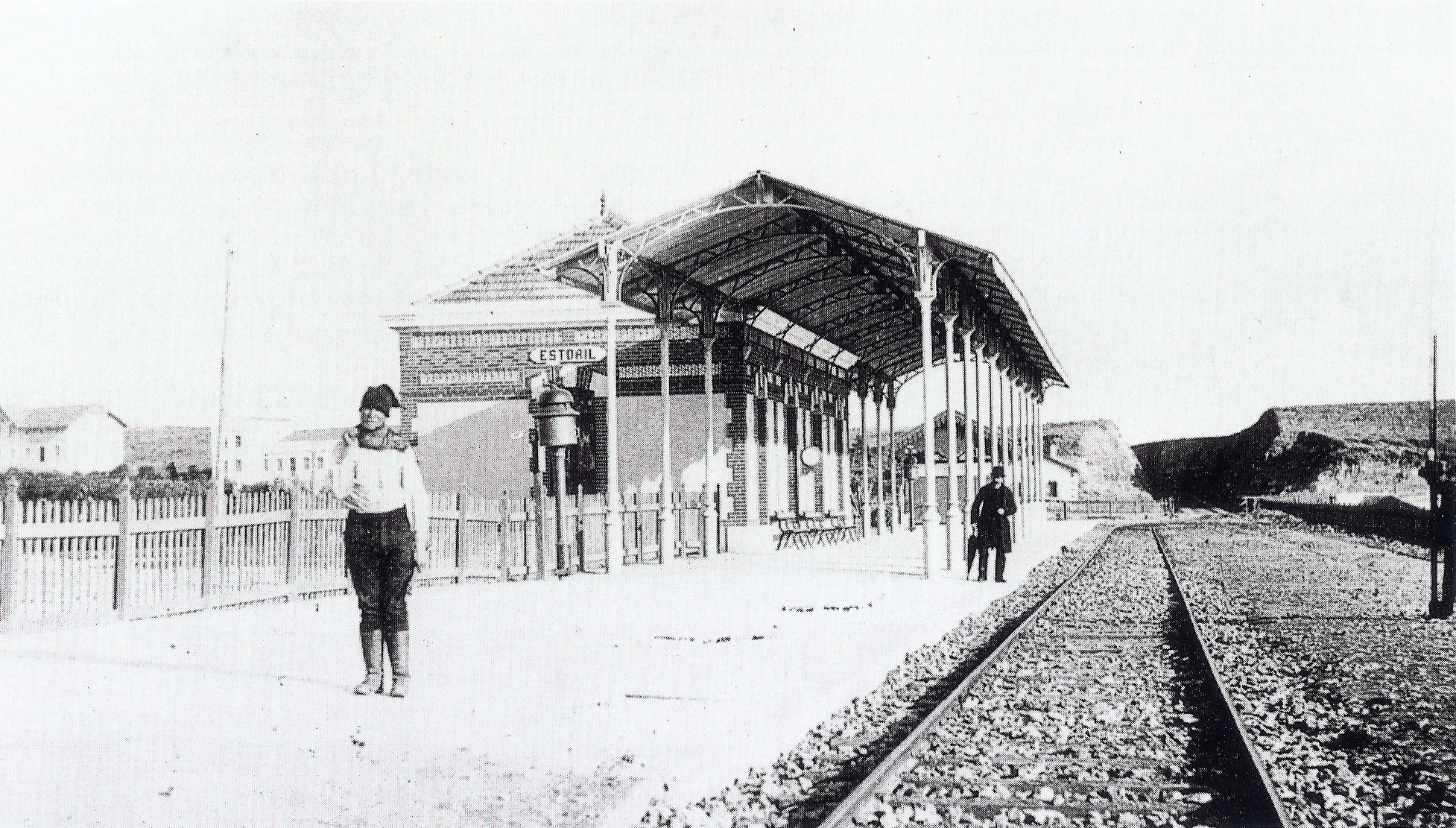
Estação original do Estoril.

#### Planeamento e inauguração
Aquele projecto não teve resultados, mas a ideia de construir uma via férrea ao longo da orla marítima foi várias vezes retomada durante o século XIX, tendo a Companhia Real dos Caminhos de Ferro Portugueses sido autorizada a construir uma linha de Lisboa até Cascais por um alvará de 9 de Abril de 1887. No ano seguinte, esta linha já estava em obras.

## Bibliografia

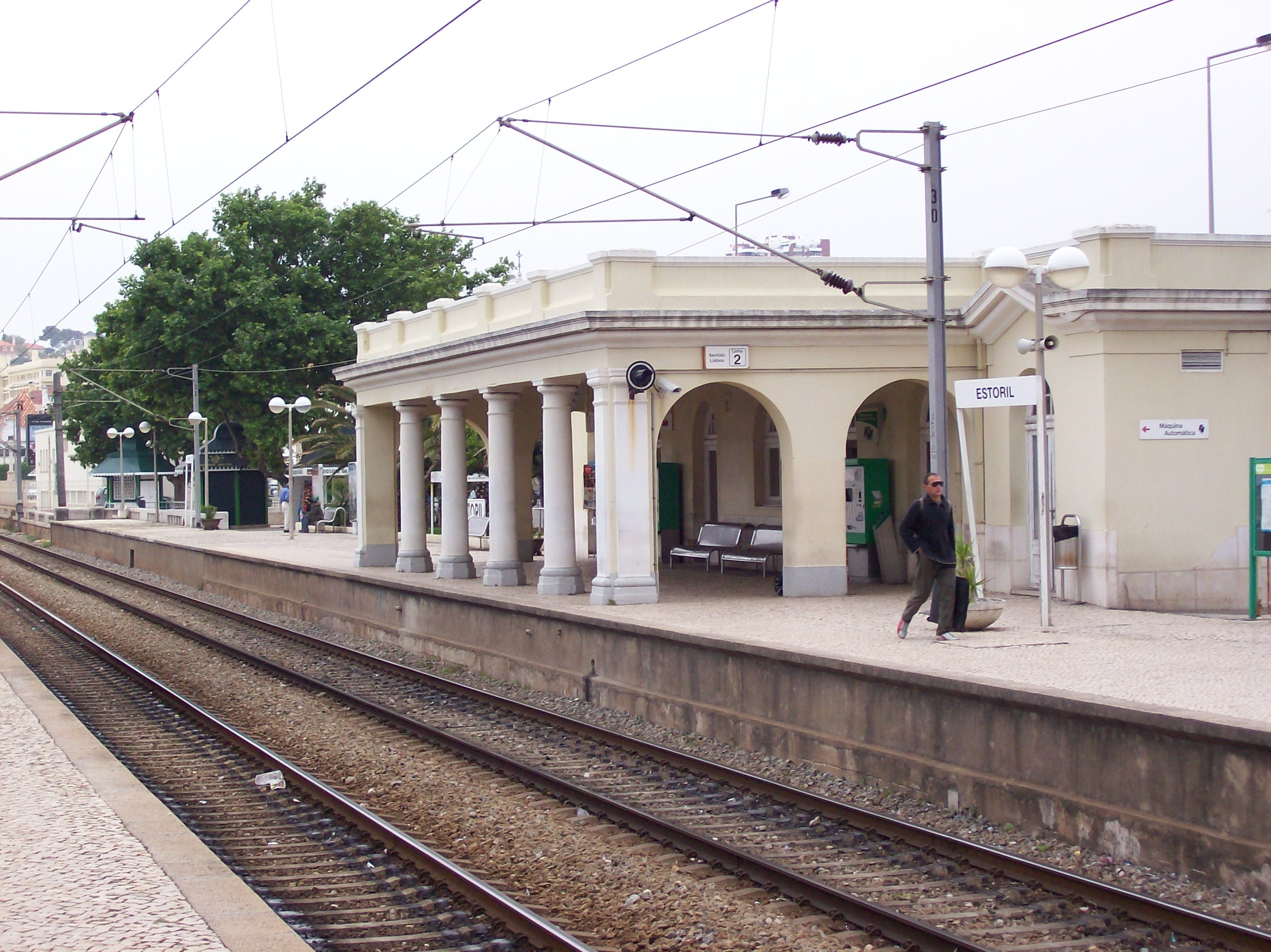
Edifício da estação, em 2009.

### Construção e inauguração
Esta interface insere-se no troço entre Pedrouços e Cascais, que foi aberto ao serviço pela Companhia Real dos Caminhos de Ferro Portugueses no dia 30 de Setembro de 1889.

### Século XX

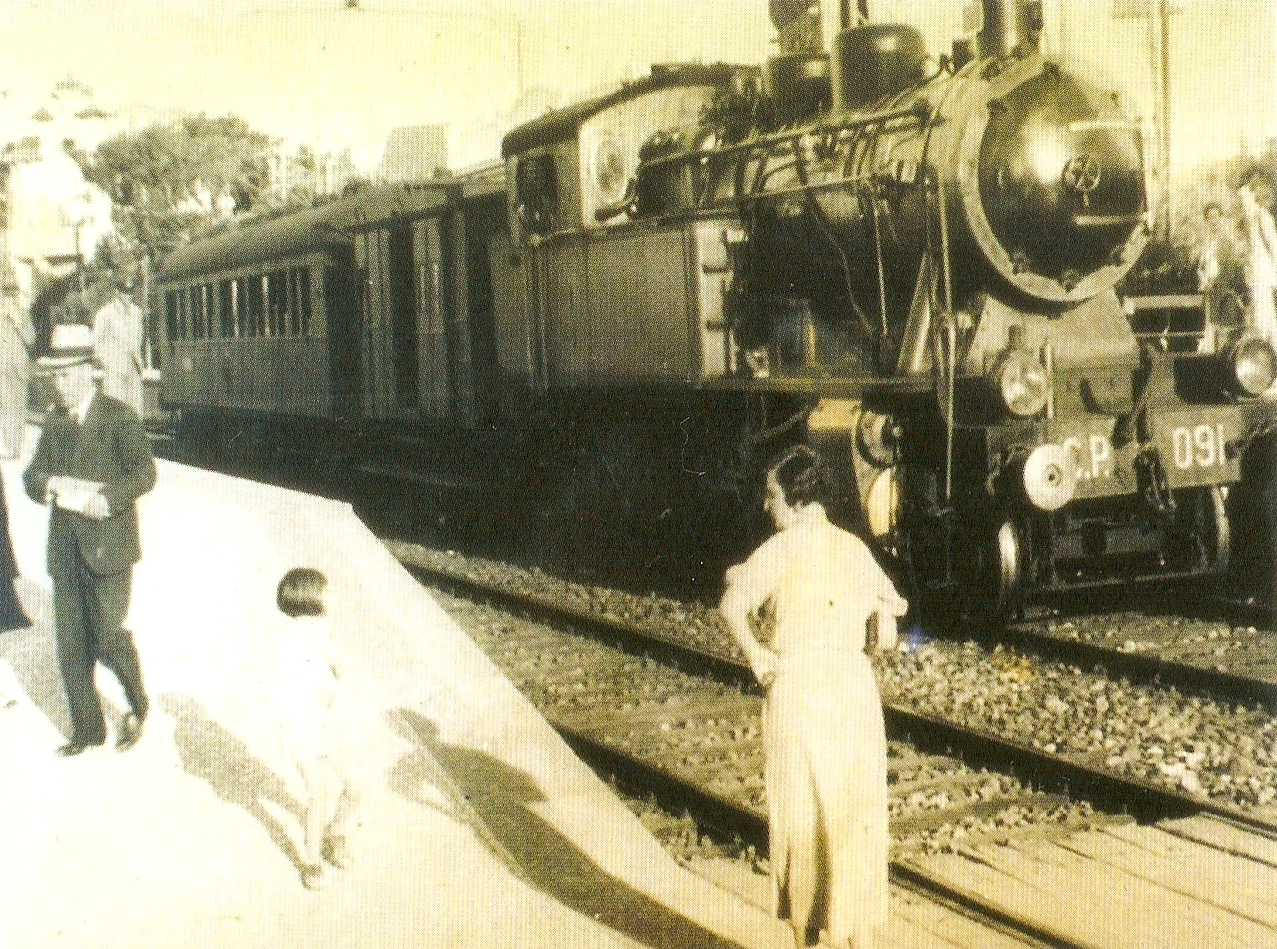
O Sud Express no Estoril, anos 1930.

A estação de Estoril foi por várias vezes servida pelo comboio Sud Expresso, ao longo do século XX, serviço que foi interrompido devido à Segunda Guerra Mundial e à Guerra Civil Espanhola. Esta ligação era feita através de uma carruagem directa, que era atrelada ou desatrelada ao comboio principal na estação de Campolide.

#### Década de 1910
Nos princípios do século XX começou-se a pensar em transformar a região do Estoril, até então utilizada principalmente pelos habitantes da capital e por estrangeiros em curtas estadias de Inverno, num grande centro internacional de turismo. Considerava-se que o sistema de tracção da Linha de Cascais, utilizando locomotivas a vapor, não era adequado para as características da linha, que cada vez se afirmava mais como um importante eixo de transporte turístico e suburbano, pelo que se iniciou o processo de planeamento para a sua adaptação à energia eléctrica.
Em 7 de agosto de 1918 a Linha de Cascais foi subarrendada à Sociedade Estoril, com a obrigação de a electrificar. A Sociedade Estoril tinha sido formada por Fausto de Figueiredo para aumentar o potencial turístico da região através da construção de grandes empreendimentos e outras iniciativas, estando por isso directamente interessada no desenvolvimento dos caminhos de ferro. O principal componente do projecto seria um grande complexo hoteleiro no Estoril, que ficaria quase em frente da gare ferroviária. Nessa altura, a estação do Estoril já servia uma unidade hoteleira situada nas proximidades, o Hotel Paris.

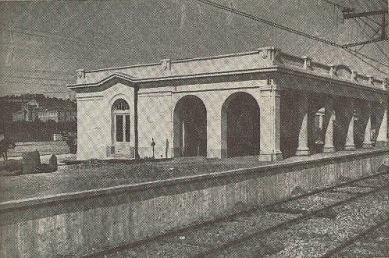
Novo edifício da estação.

#### Décadas de 1920 e 1930
Porém, as consequências económicas da Primeira Guerra Mundial atrasaram o projecto de modernização da Linha de Cascais, cujas obras só se puderam iniciar na década de 1920. Além da electrificação da via férrea e da introdução de material circulante eléctrico, a Sociedade Estoril planeava reconstruir totalmente as principais estações da linha, incluindo a do Estoril. Em 1 de Agosto de 1926, a Gazeta dos Caminhos de Ferro reportou que já tinha sido construído o novo edifício da estação do Estoril, que utilizava um estilo arquitectónico semelhante ao dos edifícios em redor do parque. Em 15 de Agosto desse ano, foi realizada a cerimónia de inauguração da tracção eléctrica da Linha de Cascais, tendo o comboio inaugural parado na estação do Estoril, para os convidados procederem a um almoço no Casino Estoril.
Em 14 de fevereiro de 1937, foi organizado um comboio especial do Cais do Sodré até Cascais, para a inauguração de quatro novas carruagens para a Linha de Cascais, e na viagem de regresso, o comboio parou no Estoril, para os convidados participarem numa festa no Tamariz.

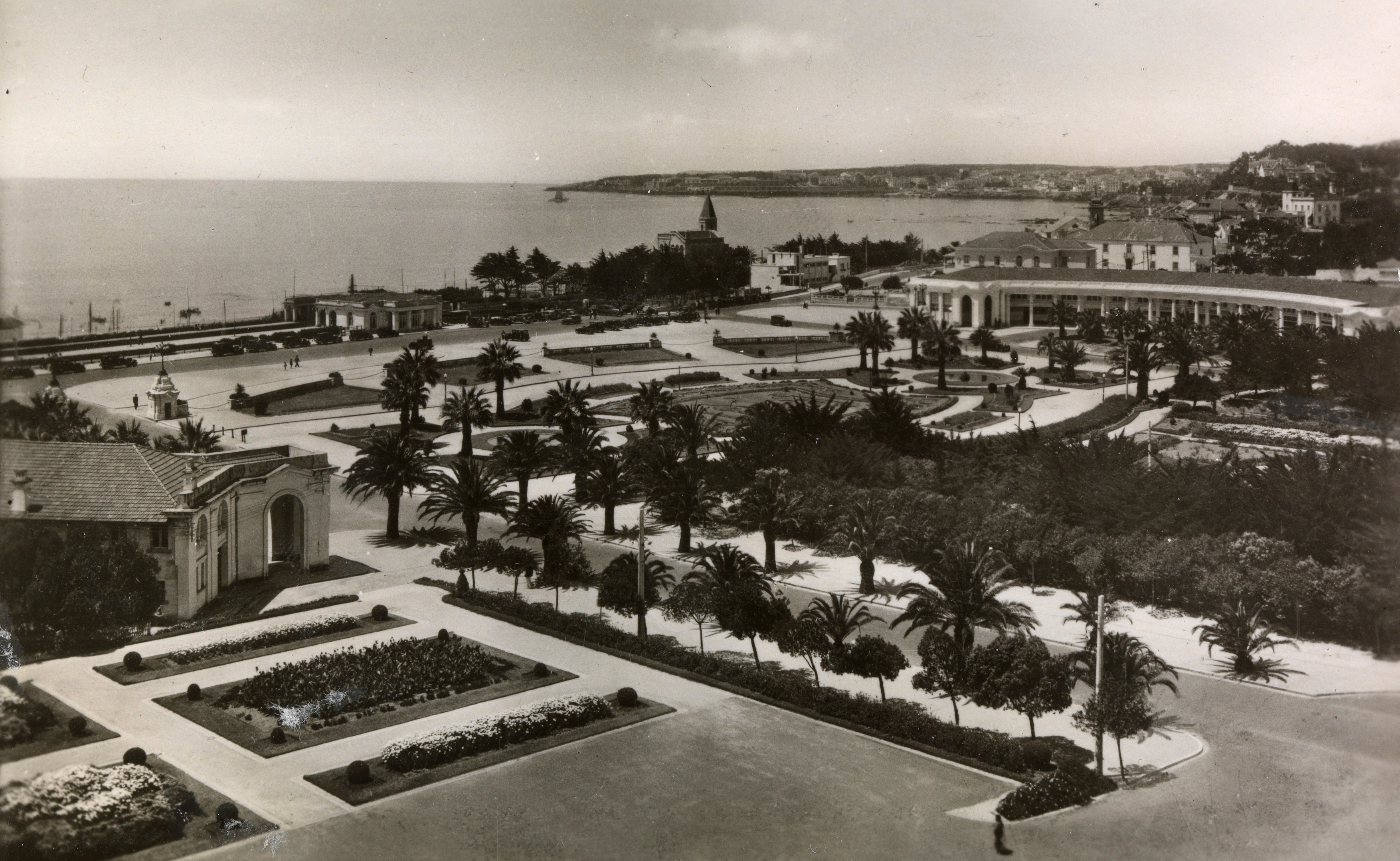
Envolvente da estação em 1951.

#### Década de 1970
Em 1976, terminou o contrato com a Sociedade Estoril, tendo a Linha de Cascais voltado a ser explorada directamente pela Companhia dos Caminhos de Ferro Portugueses.

### Século XXI
Em 1988 esta interface tinha ainda classificação de apeadeiro, tendo sido promovida a estação antes de 2011.

## Leitura recomendada
- CARVALHO, António Carvalho, HENRIQUES, João Miguel;  et al. (2011). O Estoril e as origens do turismo em Portugal, 1911-1931. Cascais: Câmara Municipal de Cascais. 112 páginas. ISBN 978-972-637-242-4
- CERVEIRA, Augusto; CASTRO, Francisco Almeida e (2006). Material e tracção: os caminhos de ferro portugueses nos anos 1940-70. Col: Para a História do Caminho de Ferro em Portugal. 5. Lisboa: CP-Comboios de Portugal. 270 páginas. ISBN 989-95182-0-4
- SALGUEIRO, Ângela (2008). A Companhia Real dos Caminhos de Ferro Portugueses: 1859-1891. Lisboa: Univ. Nova de Lisboa. 145 páginas